# O Castelo de Cagliostro
Rupan Sansei: Kariosutoro no Shiro (ルパン三世 カリオストロの城;, Brasil: Lupin III: O Castelo de Cagliostro ou simplesmente O Castelo de Cagliostro; Portugal: Lupin the 3rd: The Castle of Cagliostro ou Lupin III - O Castelo de Cagliostro) é um filme de animação japonês de 1979 dirigido e co-roteirizado por Hayao Miyazaki. É o segundo longa-metragem que conta com o ladrão principal de Monkey Punch, Arsène Lupin III, de sua série de mangá Lupin III. O filme foi a primeira vez que Miyazaki dirigiu um filme para os cinemas depois de ter trabalhado anteriormente como animador para a Toei Animation e Telecom Animation Film e dirigido várias séries, incluindo Lupin III e dois episódios de Lupin III Parte II.
O filme segue o ladrão cavalheiro Arsène Lupin III, que rouba um cassino com sucesso - apenas para descobrir que o dinheiro é falsificado. Ele se dirige para o pequeno país de Cagliostro, a fonte de rumores das contas, e tenta salvar a fugitiva Clarisse dos homens do Conde Cagliostro. Lupin recruta seus associados, Jigen e Goemon, e envia seu cartão de visitas ao conde para levar o inspetor Zenigata, seu inimigo de longa data, ao castelo. Depois de ficar preso na masmorra sob o castelo, Lupin e Zenigata formam um pacto para escapar e frustrar a operação de falsificação do conde e salvar Clarisse de seu casamento forçado com o conde.
O lançamento teatral original no Japão ocorreu em 15 de dezembro de 1979. Já a estreia nos cinemas brasileiros foi em 11 de setembro de 1981. Apesar de inicialmente ter desempenho ruim nas bilheterias, O Castelo de Cagliostro ganhou muitos elogios, com críticos e historiadores observando a influência do filme nos trabalhos posteriores de Miyazaki, e desde então se tornou o mais popular e bem visto em toda a franquia Lupin III. O filme também serviu como uma grande influência para animadores e diretores em todo o mundo, mais notavelmente o ex-diretor da Pixar, John Lasseter.

## Sinopse
A ação acontece no fictício Ducado de Cagliostro, um pequeno país que parece ser um conglomerado de várias regiões da Europa. O ducado é uma terra de montanhas e lagos, com uma cidade com um castelo e um aqueduto romano ainda em uso. O protetor do ducado é a polícia, que também tem qualidades militares, e um grupo de assassinos chamado "sombras".
No início do filme, Lupin e Jigen fogem depois de roubar o cassino nacional de Mônaco e descobrem que o dinheiro é falso. As notas são de alta qualidade e podem ser lendárias falsificações perfeitas que abalaram as economias das nações desde a invenção do papel-moeda.
Apenas quando Lupin começou sua carreira como ladrão profissional, ele quase foi assassinado enquanto procurava pela origem das falsificações. Decida que é hora de retomar a busca no ducado de Cagliostro.
Assim que ele chega, ele vai se deparar com uma misteriosa garota vestida de noiva, que foge desesperadamente de um grupo de homens que a perseguem. Sem hesitar, Lupin se apressará em ajudá-la, apenas para deixá-los capturá-la novamente quando Lupin estiver inconsciente e cair de um penhasco. Eles descobrem mais tarde que ela é Clarice filha do falecido grão-duque e está noiva de um poderoso conde. A excentricidade, as perseguições e a intriga continuam.
Lupin, é um velho conhecido Fujiko, com quem tem um amor-ódio, que se apresenta como um empregado no Castelo, e o espadachim Goemon é chamado para ajudar a turma em seu caminho para o ataque castelo, o Inspector Zenigata. A Interpol está do lado da Lupin e da empresa com o objetivo de esclarecer as coisas.

## Elenco
- Yasuo Yamada como Arséne Lupin III
- Kiyoshi Kobayashi como Daisuke Jigen
- Eiko Masuyama como Fujiko Mine
- Makio Inoue como Goemon Ishikawa XIII
- Goro Naya como Inspetor Zenigata
- Sumi Shimamoto como Lady Clarisse de Cagliostro
- Taro Ishida como Conde de Cagliostro
- Ichiro Nagai como Jodo
- Tadamichi Tsuneizumi como Gustav

## Lançamento

### Portugal
Em Portugal, o filme estreou diretamente no catálogo nacional da Netflix a 15 de maio de 2018, e permaneceu no serviço até 14 de maio de 2022.
A NOS Audiovisuais distribuiu o filme nos cinemas portugueses a 11 de abril de 2024.

## Críticas
Luiz Santiago, do Plano Crítico, afirma que o filme é uma aventura que mistura elementos de misticismo, crime, sutil sexualidade e aventuras parecidas com as de Tintim e que o filme tem uma "animação cuidadosa, que mistura cenas e blocos bem simples com complicados planos de perspetiva, explosões e perseguições". Além disso, Luiz afirma que o filme, "se analisado com atenção, possui uma importante crítica social". Ele afirma que o roteiro da animação "denuncia o vício das instituições internacionais em tratar determinados problemas, desculpando-se e desviando-se da responsabilidade por algum motivo pessoal ou político". Luiz também afirma que há exagero na caracterização de alguns personagens e na forma de narrar alguns acontecimentos, porém, mesmo com seus exageros, é uma animação divertida, "com ótimos momentos de animação, boa trilha sonora e conteúdo crítico interessante".